# Elecciones parlamentarias de Cuba de 2018
Las elecciones indirectas a la novena legislatura de la Asamblea Nacional del Poder Popular de Cuba se realizaron el 11 de marzo de 2018, cuando se renovaron los escaños de Asamblea Nacional, con todos sus respectivos diputados y delegados provinciales por un mandato de cinco años.
La nueva asamblea eligió al Consejo de Estado, y designó al presidente, que será el responsable de las funciones del Estado y gobierno. Raúl Castro señaló que no se postularía para un nuevo período en la presidencia. También se eligieron 1265 delegados a las asambleas provinciales.

## Sistema electoral
La Asamblea Nacional del Poder Popular de Cuba es un parlamento unicameral, que incluye 605 diputados elegidos, uno por cada región. Para ser elegido, un candidato debe obtener al menos el 50 % de los votos, de lo contrario el lugar queda vacante y la decisión del Consejo de Estado de Cuba debe someterse a la reelección. Cada distrito está representando a un único candidato respaldado por la Comisión Nacional de los candidatos. De acuerdo con la ley electoral de 50 % de los candidatos deben ser delegados municipales, los candidatos restantes provienen de los  Comités de Defensa de la Revolución (CDR), grupos de campesinos, estudiantes, mujeres y jóvenes.

## Resultados
El 19 de marzo fueron publicados los resultados definitivos de las elecciones:
| Provincia           | Votantes habilitados | Votos emitidos | Votos emitidos | Votos válidos | Votos válidos | En blanco | En blanco | Nulos  | Nulos | Votos por todos | Votos por todos | Votos selectivos | Votos selectivos |
| Provincia           | Votantes habilitados | Votos          | %              | Votos         | %             | Votos     | %         | Votos  | %     | Votos           | %               | Votos            | %                |
| ------------------- | -------------------- | -------------- | -------------- | ------------- | ------------- | --------- | --------- | ------ | ----- | --------------- | --------------- | ---------------- | ---------------- |
| Pinar del Río       | 452 557              | 406 119        | 89,74          | 379 920       | 93,55         | 23 006    | 5,66      | 3193   | 0,79  | 305 462         | 80,40           | 74 458           | 19,60            |
| Artemisa            | 393 143              | 350 063        | 89,04          | 324 559       | 92,71         | 18 907    | 5,40      | 6597   | 1,88  | 255 543         | 78,74           | 69 016           | 21,26            |
| La Habana           | 1 685 651            | 1 339 335      | 79,46          | 1 249 381     | 93,28         | 59 786    | 4,46      | 30 168 | 2,25  | 927 031         | 74,20           | 322 350          | 25,80            |
| Mayabeque           | 296 126              | 268 505        | 90,67          | 250 362       | 93,24         | 12 775    | 4,76      | 5368   | 2,00  | 204 511         | 81,69           | 45 851           | 18,31            |
| Matanzas            | 561 179              | 475 331        | 84,70          | 451 222       | 94,93         | 17 920    | 3,77      | 6189   | 1,30  | 346 461         | 76,78           | 104 761          | 23,22            |
| Villa Clara         | 611 358              | 534 310        | 87,40          | 501 251       | 93,81         | 25 839    | 4,84      | 7220   | 1,35  | 411 103         | 82,02           | 90 148           | 17,98            |
| Cienfuegos          | 311 355              | 267 999        | 86,08          | 248 235       | 92,63         | 15 199    | 5,67      | 4565   | 1,70  | 190 965         | 76,93           | 57 270           | 23,07            |
| Sancti Spíritus     | 366 885              | 327 047        | 89,14          | 310 411       | 94,91         | 13 418    | 4,10      | 3218   | 0,98  | 257 337         | 82,90           | 53 074           | 17,10            |
| Ciego de Ávila      | 337 785              | 287 988        | 85,26          | 272 968       | 94,78         | 12 130    | 4,21      | 2890   | 1,00  | 218 873         | 80,18           | 54 095           | 19,82            |
| Camagüey            | 591 944              | 504 258        | 85,19          | 481 600       | 95,51         | 17 989    | 3,57      | 4669   | 0,93  | 375 618         | 77,99           | 105 982          | 22,01            |
| Las Tunas           | 404 948              | 353 654        | 87,33          | 337 536       | 95,44         | 13 430    | 3,80      | 2688   | 0,76  | 283 174         | 83,89           | 54 362           | 16,11            |
| Holguín             | 785 047              | 668 636        | 85,17          | 625 983       | 93,62         | 36 099    | 5,40      | 6554   | 0,98  | 529 379         | 84,57           | 96 604           | 15,43            |
| Granma              | 629 155              | 555 399        | 88,28          | 529 381       | 95,32         | 21 680    | 3,90      | 4338   | 0,78  | 461 487         | 87,17           | 67 894           | 12,83            |
| Santiago de Cuba    | 781 000              | 683 462        | 87,51          | 660 473       | 96,64         | 19 966    | 2,92      | 3023   | 0,44  | 554 642         | 83,98           | 105 831          | 16,02            |
| Guantánamo          | 368 864              | 321 155        | 87,07          | 309 834       | 96,47         | 9559      | 2,98      | 1762   | 0,55  | 256 748         | 82,87           | 53 086           | 17,13            |
| Isla de la Juventud | 62 992               | 56 630         | 89,90          | 53 925        | 95,22         | 2253      | 3,98      | 452    | 0,80  | 42 379          | 78,59           | 11 546           | 21,41            |
| Total               | 8 639 989            | 7 399 891      | 85,65          | 6 987 041     | 94,42         | 319 956   | 4,32      | 92 894 | 1,26  | 5 620 713       | 80,44           | 1 366 328        | 19,56            |

## Elección del Consejo de Estado
En la sesión constitutiva de la nueva Asamblea Nacional del Poder Popular, realizada el 19 de abril de 2018, los parlamentarios recién asumidos votaron para elegir a los nuevos miembros del Consejo de Estado de Cuba. Votaron los 604 parlamentarios presentes, de los cuales 602 votaron por todos los candidatos propuestos y 2 lo hicieron de forma selectiva. Miguel Díaz-Canel, candidato a presidente, obtuvo 603 votos (99,83%), mientras que todos los vicepresidentes obtuvieron la totalidad de los votos, a excepción de Beatriz Johnson quien obtuvo 603 votos.